# 泰迪·斯坦基维奇
西奧多·J·斯坦基維奇（英語：Theodore J. Stankiewicz，1993年11月25日—） ，為美國的棒球選手，守備位置為投手，在2013年的美國職棒選秀會由波士頓紅襪隊以第2輪第45順位選進而開啟職業生涯，2020年7月起效力於中華職棒統一7-ELEVEn獅，登錄名「泰迪」，2021年7月因參加2020東京奧運的墨西哥棒球代表隊而提前與統一7-ELEVEn獅解約，奧運結束後短暫加入墨西哥聯盟的提華納公牛，同年12月與中華職棒中信兄弟簽約，2022年7月中信兄弟球團證實因家庭因素提前解約離隊。2022年8月開始在圖奇直播，擁有超過7000名粉絲。2024年8月30日與中華職棒味全龍簽約。

## 經歷
- 美國職棒波士頓紅襪（小聯盟，2013年－2019年）
- 亞利桑那秋季聯盟Mesa Solar Sox（2018年）
- 墨西哥太平洋聯盟Estrellas de Oriente（2019年10月－11月）
- 多明尼加職棒聯盟Leones del Escogido（2019年11月－12月）
- 墨西哥棒球聯盟提華納公牛（2020年2月-7月，2023年-2024年8月）
- 中華職棒統一7-ELEVEn獅（2020年7月－2021年7月2日）
- 中華職棒中信兄弟（2021年12月3日－2022年7月15日）
- 美國職棒辛辛那提紅人（小聯盟，2023年）
- 中華職棒味全龍（2024年8月30日－2024年12月）

## 職棒生涯成績

### 中華職棒
| 年度 | 球隊           | 出賽 | 先發 | 勝投 | 敗投 | 中繼 | 救援 | 完投 | 完封 | 三振 | 四死 | 責失 | 投球局數 | 自責分率 | 被上壘率 |
| ---- | -------------- | ---- | ---- | ---- | ---- | ---- | ---- | ---- | ---- | ---- | ---- | ---- | -------- | -------- | -------- |
| 2020 | 統一7-ELEVEn獅 | 10   | 8    | 6    | 0    | 2    | 0    | 0    | 0    | 47   | 17   | 23   | 54.1     | 3.81     | 1.38     |
| 2021 | 統一7-ELEVEn獅 | 8    | 8    | 6    | 2    | 0    | 0    | 1    | 0    | 60   | 7    | 7    | 53.1     | 1.18     | 0.69     |
| 2022 | 中信兄弟       | 15   | 15   | 5    | 6    | 0    | 0    | 1    | 1    | 67   | 25   | 40   | 88.0     | 4.09     | 1.38     |
| 2024 | 味全龍         | －   | －   | －   | －   | －   | －   | －   | －   | －   | －   | －   | －       | －       | －       |
| 合計 | 3年            | 33   | 31   | 17   | 8    | 2    | 0    | 2    | 1    | 174  | 49   | 70   | 195.2    | 3.22     | 1.19     |

## 外部連結
- 泰迪·斯坦基维奇在美國職棒（英语）
- 泰迪·斯坦基维奇在中華職棒
- 泰迪·斯坦基维奇在Baseball-Reference.com（小聯盟以及海外聯盟）（英语）
- 泰迪·斯坦基维奇在The Baseball Cube（英语）
- 泰迪·斯坦基维奇在Olympedia（英语）
- 泰迪·斯坦基维奇在台灣棒球維基館上的頁面（繁體中文）

| 前任： 何塞·德·保拉 | 中信兄弟開幕戰先發投手 2022年 | 繼任： 何塞·德·保拉 |